# Пора убивать
«Пора убивать» (Время убивать) — юридический триллер, первый роман американского автора Джона Гришэма, который он написал в 1989 году. Перед тем как быть опубликованным издательством Wynwood Press скромным тиражом в 5 тыс. экземпляров отвергался многими другими издательствами. Стал бестселлером уже после того, как ими стали более поздние романы Гришэма: «Фирма», «Дело о пеликанах», «Клиент». Книга была переиздана в жёсткой обложке издательством Doubleday и издательством Dell Publishing в мягкой. Роман вошел в американскую версию «100 лучших детективных романов всех времен». В 1996 вышел одноимённый фильм режиссёра Джоэла Шумахера, снятый по мотивам романа.

## Предыстория написания
В 1984 в городе Эрнандо округа де Сото Гришэм стал свидетелем душераздирающих показаний 12-летней жертвы изнасилования. Согласно официальному сайту Гришэма, он использовал своё свободное время для начала работы над романом, в котором «рассматривалась ситуация, что бы произошло, если бы отец девочки убил насильников». Три года он работал над романом и закончил его в 1987. Гришэм также цитирует роман «Убить пересмешника» (1960) писательницы Харпер Ли как повлиявшего на процесс написания его романа.

## Описание сюжета
Двое приятелей-белых жестоко насилуют 10-летнюю негритянскую девочку. После неудачных попыток убить девочку они бросают её в канаву, пострадавшую находят и отвозят в госпиталь. Местному шерифу, идя по горячим следам, удаётся выявить и арестовать преступников. Угрожая отсидкой в Парчмэне — тюрьме с преимущественно негритянским контингентом, шериф выбивает признание из наименее стойкого преступника.
Убитый горем Карл Ли Хейли, отец девочки, которая после перенесённых издевательств находится на грани жизни и смерти и уже никогда не сможет родить собственных детей, достаёт через однополчанина Котяру Смита, ставшего преступным воротилой, автомат М-16 и после окончания предварительных слушаний расстреливает подсудимых. Одна из пуль попадает в колено конвоира, последующие осложнения приводят к ампутации ноги.
Молодой адвокат Джейк Бригэнс по просьбе Карла берётся защищать его, Бригэнс уже добился оправдательного приговора для Лестера Хейли, брата Карла, побив прокурора Руфуса Бакли, который теперь мечтает о реванше и рвётся в бой. Отправив подсудимого в газовую камеру он может рассчитывать на известность и успешную политическую карьеру. Большое жюри, почти полностью состоявшее из белых, всего лишь с перевесом в один голос решает вопрос о привлечении Хейли к суду.
Обстановка в городе накаляется всё сильнее. Родственники погибших насильников обращаются в отделение Ку-Клукс-Клана, те впервые за много лет выступают с открытыми демонстрациями, требуя поджарить Карла Ли, шантажируют присяжных, устраивают несколько покушений на Бригэнса и сжигают дом адвоката, избивают его помощницу. Полиции удаётся предупреждать некоторые их акции благодаря информатору Микки-Маусу.
Картина преступления Хейли полностью ясна и Бакли только зря мучает присяжных, тщательно восстанавливая все детали преступления. Происходит своеобразная дуэль между экспертами-психиатрами защиты и обвинения. Бакли удаётся посеять сомнения в компетентности эксперта защиты доктора Басса и откопать в его прошлом обвинение в изнасиловании. Бригэнсу удаётся вывести на чистую воду эксперта обвинения доктора Родхивера, установив, что тот ни разу не признавал обвиняемого невменяемым, даже тех, кто со времени суда пребывают в его же психиатрической клинике.
Во время совещания присяжных в город прибывают тысячи негров со всей округи. Присяжные не выдерживают психологического давления и после просьбы присяжной-негритянки представить на месте пострадавшей белую девочку, над которой издеваются насильники-негры, единогласно голосуют за невиновность Хейли, поскольку он не отдавал отчёт в своих действиях.